# Álava

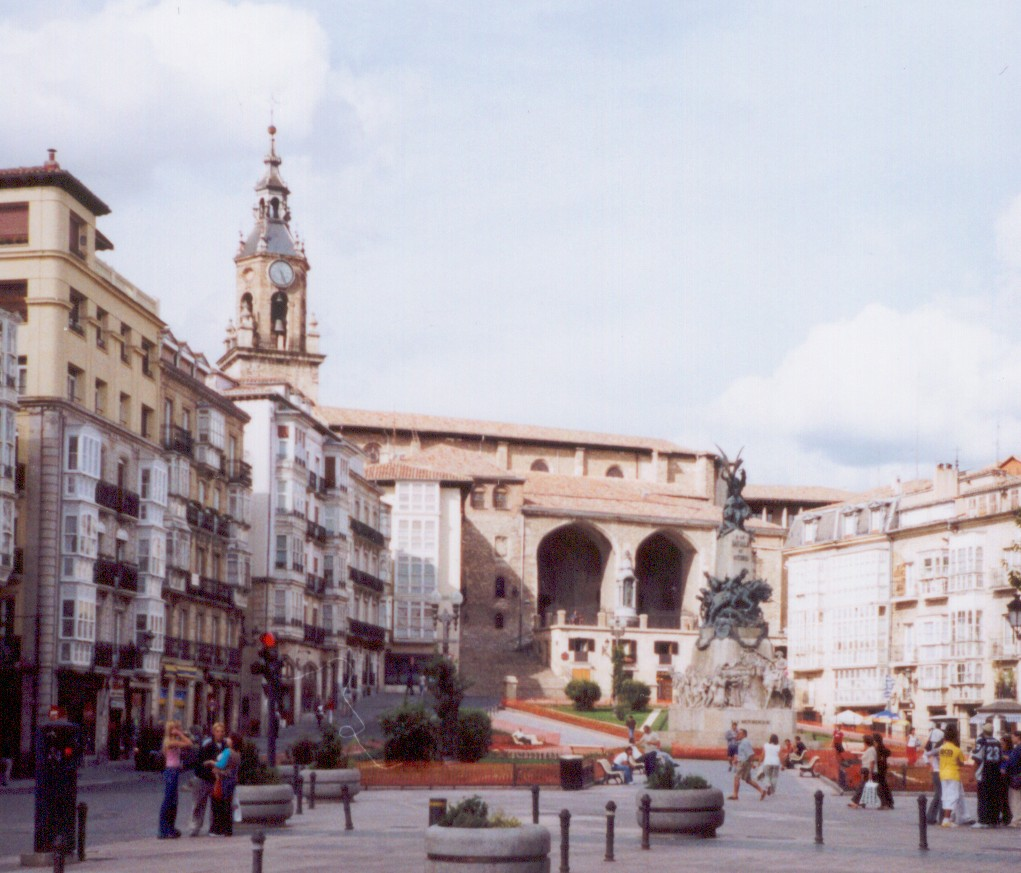
Plac Andre Zuriarena w Vitorii

Álava (bask. Araba) – prowincja w północnej Hiszpanii, współtworząca wspólnotę autonomiczną Kraju Basków, ze stolicą w Vitorii-Gasteiz. Liczba mieszkańców wynosi 309 635 (INE, 2008), powierzchnia 2963 km². Graniczy z prowincjami: Gipuzkoa, Nawarra, La Rioja, Burgos, Biskaja.

## Comarki
W skład prowincji Álava wchodzą następujące comarki:
- Aguraingo kuadrila
- Aiaraldea
- Añanako kuadrila
- Arabako Errioxa
- Gasteizko kuadrila
- Mendialdea
- Zuia-Gorbeialdea

## Araba / Álava
Zgodnie ze Statutem Autonomicznym Kraju Basków oficjalna nazwa regionu, jako prowincja i kraina historyczna, jest dwujęzyczna:
- Araba to oficjalna nazwa w języku baskijskim
- Álava to oficjalna nazwa w  języku hiszpańskim (castellano)